# 罗德里戈·霍尔加多
罗德里戈·朱利安·霍尔加多（西班牙語： Rodrigo Julián Holgado，1995年6月28日—）， 是原籍阿根廷的马来西亚职业足球运动员，司职前锋。现效力于哥倫比亞足球甲級聯賽的卡利美洲及代表马来西亚国家足球队。

## 国家队生涯
2025年6月4日，霍尔加多被马来西亚国家足球队征召。
霍尔加多在2025年6月10日对阵越南的2027年亞足聯亞洲盃外圍賽中首次亮相，他在此战中打入了个人在国际赛事中的首球。

## 荣誉

### 俱乐部
科金博尤尼多
- 智利足球甲B级联赛：2018